# پگیز کوو، نوا اسکوشیا
پگیز کوو، نوا اسکوشیا (به انگلیسی: Peggy's Cove, Nova Scotia) یک منطقهٔ مسکونی در کانادا است که در هلیفکس، نوا اسکوشیا واقع شده‌است. پگیز کوو ۶۴۰ نفر جمعیت دارد و ۱۰ متر بالاتر از سطح دریا واقع شده‌است.